# Падшие ангелы (фильм, 1995)
«Па́дшие а́нгелы» (кит. 墮落天使, англ. Fallen Angels) — кинофильм режиссёра Вонга Карвая, вышедший на экраны в 1995 году.

## Сюжет
Сюжет фильма включает две основные повествовательные линии. Первая из них связана с киллером и его партнершей, которая подчищает все его следы. Хотя они ни разу не виделись за несколько лет сотрудничества, они хорошо изучили психологию и привычки друг друга, так что со временем они начинают искать встречи. Другая линия касается Хэ, немого парня, который неожиданно влюбляется в случайно встреченную девушку. Эти линии пересекаются на улицах ночного Гонконга.

## В ролях
- Леон Лай — Хуан Чжимин (Вонг Цзыминг) / киллер
- Мишель Рейс — партнер киллера
- Такэси Канэсиро — Хэ Чжиу
- Чарли Ян — Чарли / Вишенка
- Карен Мок — Панки / Блондинка / Малышка
- Чэнь Хуэйхун (Чхань Файхунг) — человек, которого заставили съесть мороженое
- Чэнь Ваньлэй (Чхань Маньлёй) — отец Хе Чживу
- Тору Сайто — Сато
- Цзян Даохай (Гонг Доухой) — Ахой
- Гуань Лина (Гвань Лэйна) — женщина, которую заставили купить овощи
- У Юйхао (Нг Юкхоу) — человек, которого заставили постирать одежду

## Награды и номинации
- 1995 — две премии «Золотая лошадь»: лучшая работа художника (Уильям Чжан Шупин (Цзёнг Сукпхинг)), лучшая оригинальная песня.
- 1996 — три приза 15-й Гонконгской кинопремии: лучшая актриса второго плана (Карен Мок), лучшая операторская работа (Кристофер Дойл), лучшая музыка (Фрэнки Чэнь, Роэль Гарсия). Фильм также был номинирован в 6 категориях: лучший фильм (Джеффри Лау), лучший режиссёр (Вонг Карвай), лучший новый актер (Чэнь Ваньлэй), лучшая работа художника (Уильям Чжан), лучшие костюмы и грим (Уильям Чжан), лучший монтаж (Уильям Чжан, Хуан Минлинь (Вонг Минглам)).